# Lepidorhombus
Lepidorhombus is een geslacht van straalvinnige vissen uit de familie van tarbotachtigen (Scophthalmidae), orde platvissen (Pleuronectiformes).

## Soorten
- Lepidorhombus boscii Risso, 1810 – Viervlekkige schartong
- Lepidorhombus whiffiagonis Walbaum, 1792 – Scharrentong